# Khan al-Khalili

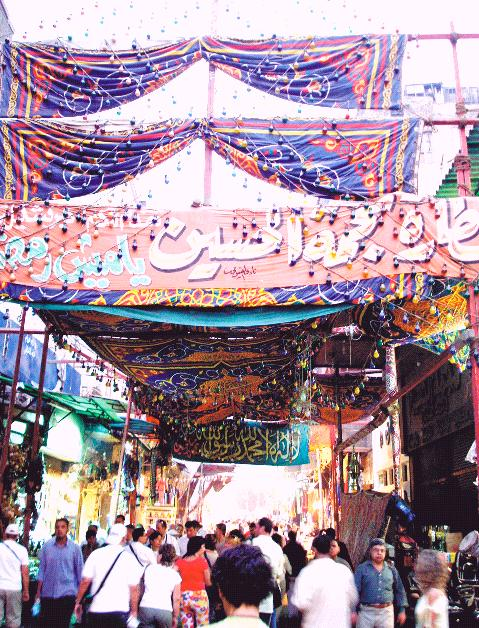
Khan al-Khalili.

El khan al-Khalilí és un mercat del Caire a Egipte, la zona preferida dels visitants estrangers. Es va originar el 1382, per obra de l'emir Dyaharks al-Khalilí, que hi va construir un caravanserrall (o kan). Avui dia, al mercat es troba quasi de tot i és recorregut pels turistes. Un atemptat el febrer del 2009 va causar la mort a una turista francesa, però en general la zona és segura. El lloc més popular és el cafè de Fishawi, que duu obert dia i nit des de fa 200 anys.